# Władysław Szczurowski
Władysław Leopold Szczurowski (ur. 14 listopada 1899 we Lwowie, zm. 12 września 1972 w Londynie) – kapitan piechoty Wojska Polskiego II RP i Polskich Sił Zbrojnych w ZSRR.

## Życiorys
Urodził się 14 listopada 1899. U kresu I wojny światowej w listopadzie 1918 wziął udział w obronie Lwowa w trakcie wojny polsko-ukraińskiej. Został przyjęty do Wojska Polskiego. Został awansowany na stopień porucznika piechoty w ze starszeństwem z dniem 1 października 1920. W latach 20. i 30. był oficerem 19 Pułku Piechoty we Lwowie. Został awansowany na stopień kapitana piechoty w ze starszeństwem z dniem 1 stycznia 1930. Według stanu z marca 1939 był dowódcą 1 kompanii karabinów maszynowych I batalionu 19 Pułku Piechoty.
Po wybuchu II wojny światowej 1939 uczestniczył w obronie Lwowa. W 1941 wstąpił do Polskich Sił Zbrojnych w ZSRR. Został dowódcą II batalionu 20 Pułku Piechoty. Po wojnie przebywał na emigracji w Wielkiej Brytanii. Zmarł nagle 12 września 1972 w Londynie.

## Ordery i odznaczenia
- Krzyż Niepodległości (przed 1932)
- Krzyż Walecznych (przed 1923)